# 直布罗陀旗帜
直布罗陀旗帜是英国属地直布罗陀的旗帜。该旗帜由直布罗陀徽章演变而来，于1982年11月8日。直布罗陀旗帜不同于其他英国海外领地，直布罗陀政府没有直接使用英国国旗。

## 使用
直布罗陀旗帜在直布罗陀广泛使用，有时同英国国旗与欧盟旗帜一起使用。该旗帜为直布罗陀民族主义者的旗帜。